# Барановка (Лазаревский район)
Бара́новка — село в Лазаревском районе муниципального образования город-курорт Сочи Краснодарского края России. Входит в состав Волковского сельского округа.

## География
Село находится в западной части края, в предгорной зоне Причерноморского побережья, в долине реки Восточный Дагомыс.

## История
Согласно Закону Краснодарского края от 1 апреля 2004 года № 679-КЗ село Барановка вошло в состав образованного муниципального образования город-курорт Сочи.

## Население
| 1926 | 2002 | 2010 |
| ---- | ---- | ---- |
| 335  | ↗867 | ↗996 |

Национальный состав
Согласно результатам переписи 2002 года, в национальной структуре населения армяне составляли 81 % от 867 жителей.

## Инфраструктура
Школа № 97 имени А. С. Авджяна.
Развит туризм.

## Транспорт
Доступен автомобильный транспорт. Остановка автобусного маршрута 147 (на декабрь 2019).